# Коритище (Обухівський район)
Кори́тище — село в Україні, у Обухівському районі Київської області. Населення становить 238 осіб.
З 1917 — у складі УНР. Після 70 років російської окупації — у складі України.

## Відомі люди
- Пилип Стрілець — радянський військовик, Герой Радянського Союзу.